# جائزة إيطاليا الكبرى 1952
جائزة إيطاليا الكبرى 1952 هو سباق فورمولا 1 أقيم بتاريخ 7 سبتمبر 1952 في حلبة مونزا، إيطاليا. كان الثامن من أصل 8 في بطولة العالم لسباقات الفورمولا واحد موسم 1952. حلّ الإيطالي البرتو اسكاري أولا.